# Burnham-on-Sea
Burnham-on-Sea är en stad i Somerset i England. Byn nämndes i Domedagsboken (Domesday Book) år 1086, och kallades då Burneham.